# 大福寺 (西条市)
大福寺（だいふくじ、英語: Daifukuji）は、愛媛県西条市荒川にある高野山真言宗、修験道・山伏の寺院。
本尊は秘仏とされており「延命地蔵三尊」（延命地蔵・掌善童子・掌悪童子）を祀っている。
本尊真言：オン・カカカ・ビサンマエイ・ソワカ

## 略縁起・歴史
寺伝によると開基は聖武天皇代、天平12年（740年）行基菩薩によって創建された。
天平10年10月、聖武天皇は奈良大仏の建立を発願された。行基菩薩はその工を助ける為諸国を巡り、寺院を建立し仏教の布教と共に大仏建立の観進に尽力した
その時に、先に神変大菩薩の開かれた弥陀の浄土と拝された石鎚山にて修行した。その石鎚山を真西に拝することの出来る瓶ヶ森山中にて石槌蔵王大権現を一心に祈ったところ地蔵菩薩を感得した。行基菩薩は一刀三禮の誠をこめ延命地蔵菩薩、掌善童子・掌悪童子を彫り、寺を建立し「南嶺山 地蔵院 大福寺」と号した。
下って、天正年中、長宗我部元親の兵乱によって堂宇ことごとく灰燼に帰す。慶長10年（1605年）寛順上人代に現代の地に移転し今日に至る。通称(別名)「目引き地蔵」とも言われており目の病に苦しむ人々が願をかけすると不思議に治ると言われ親しまれている。
平成18年(西暦2006年)５月瓶ヶ森から荒川に遷座し400年を記念し、本尊100年目のご開帳と併せて遷座400年記念大祭が行われた。
西条地方真言寺院「金剛院、西福寺、正法寺、王至森寺、寳蓮寺、大福寺、極楽寺、前神寺、萬頃寺、吉祥寺」十ヶ寺が涅槃会を十年に一度順番に当番を受け持ち寺院檀信徒各家の新亡精霊、先祖供養を江戸時代より欠かさず勤めているという。

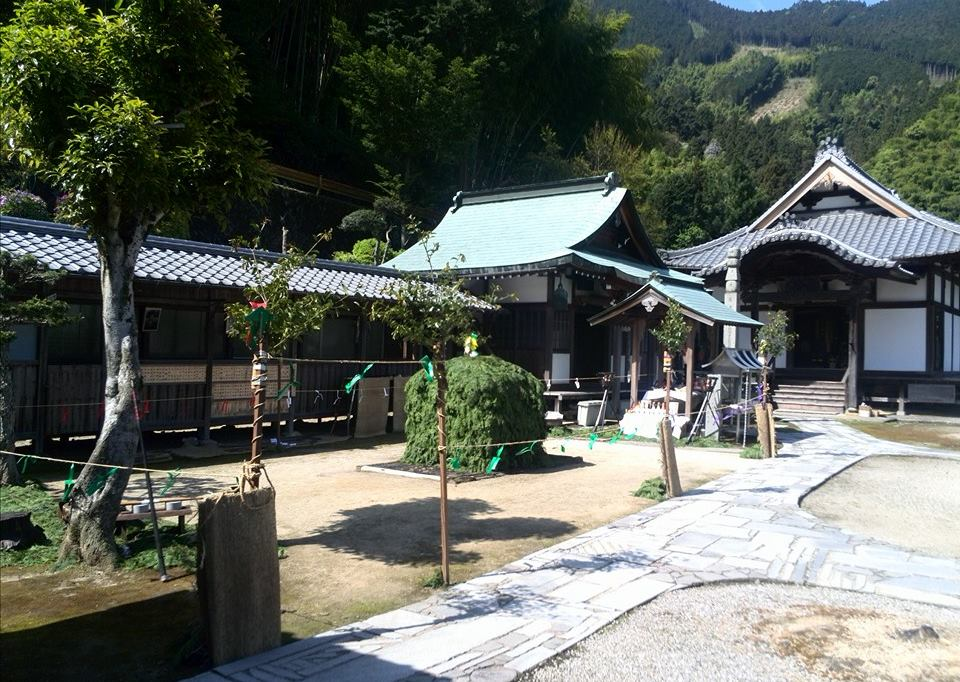
大福寺外観
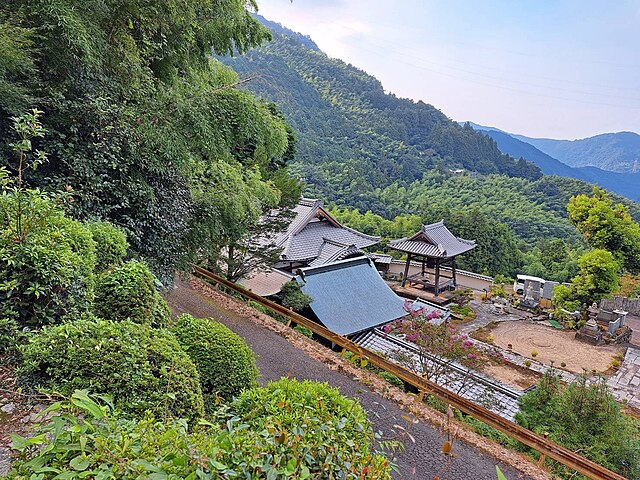
大福寺山側
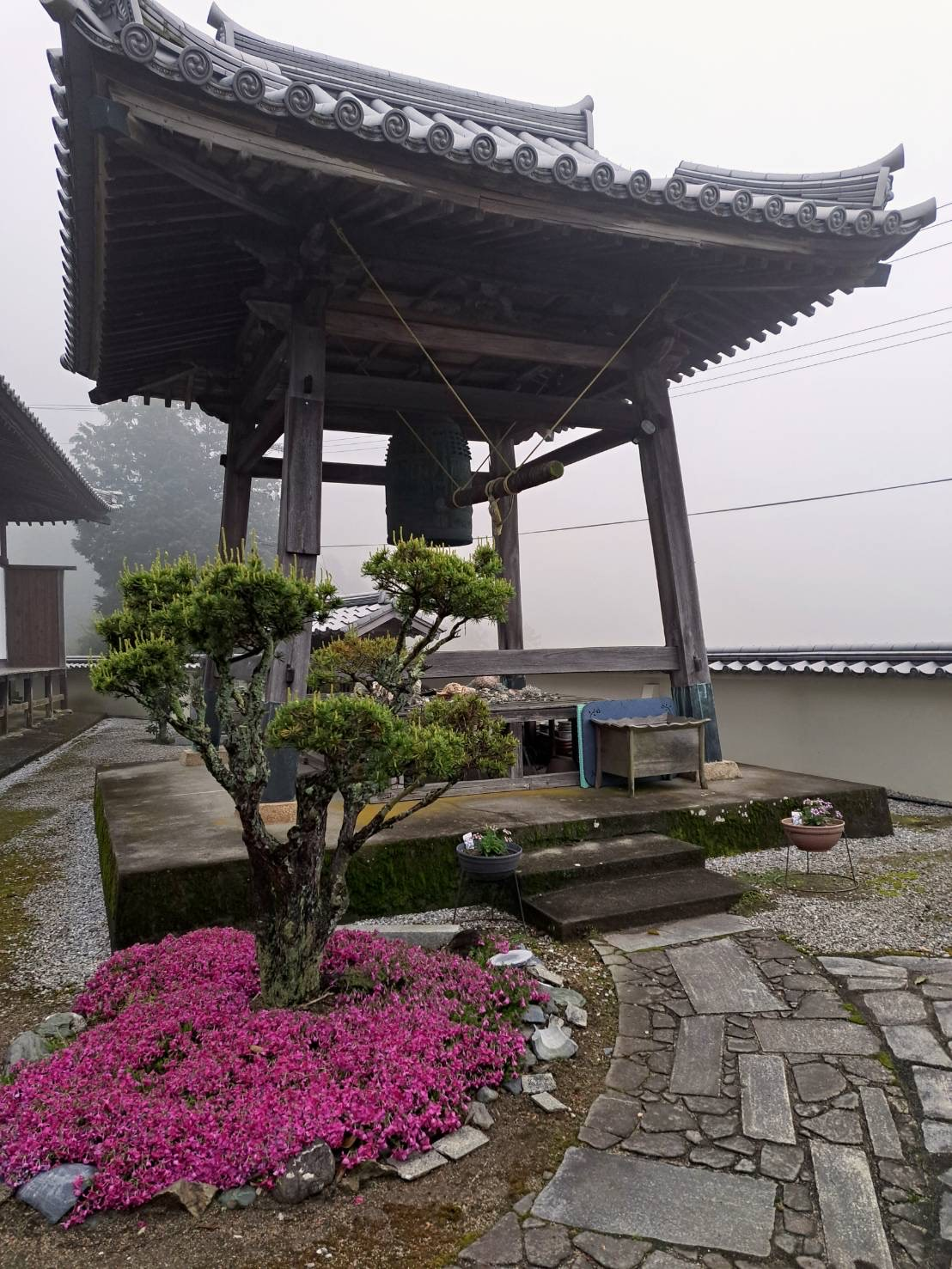
大福寺鐘撞堂
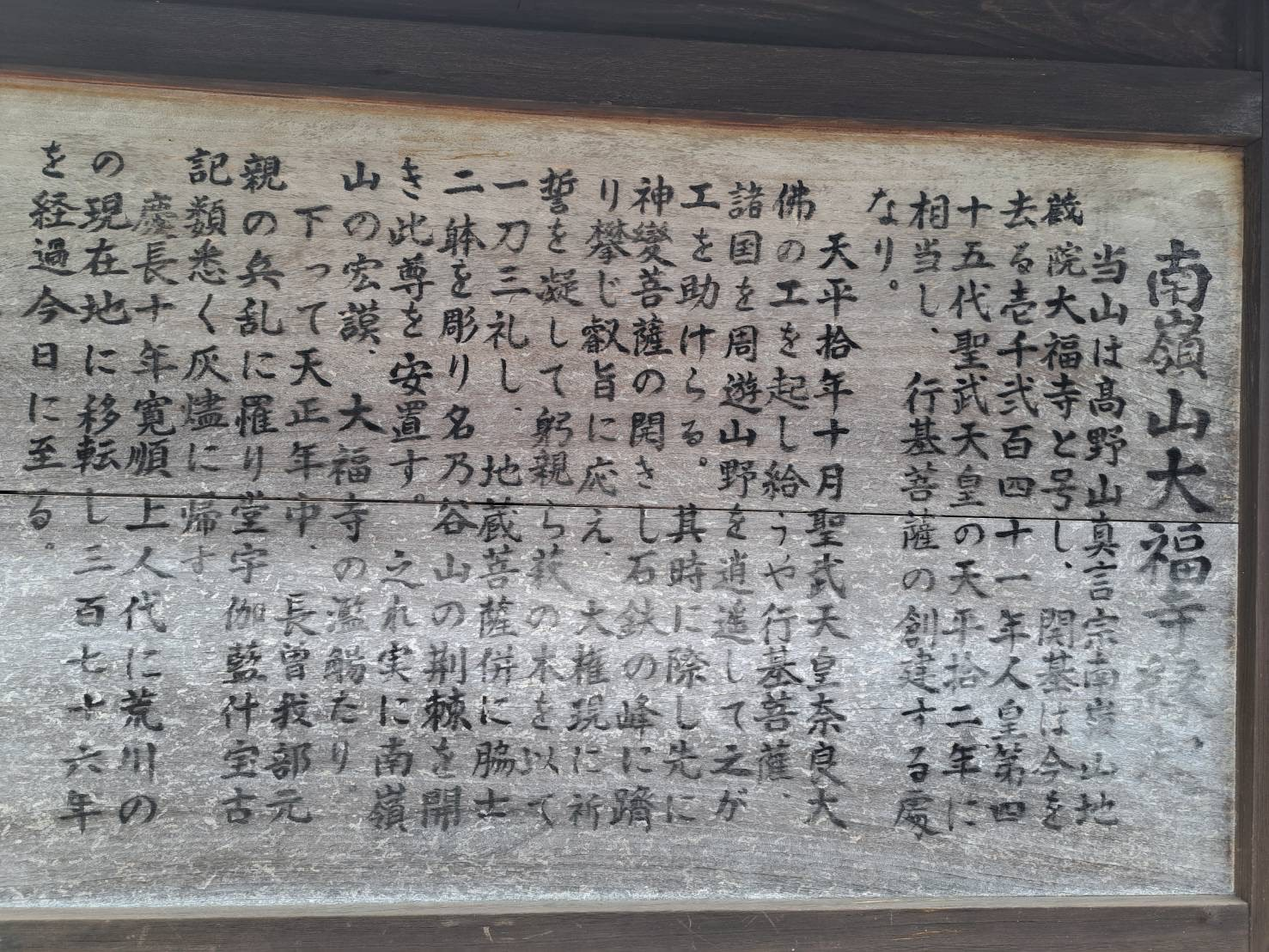
南嶺山大福寺縁起

## 本堂
- 秘仏御本尊：「延命地蔵三尊」
- 秘仏脇佛：「弘法大師」「阿弥陀如来」「十一面観音」を祀る。
- 御前立佛：「延命地蔵・掌善童子・掌悪童子」

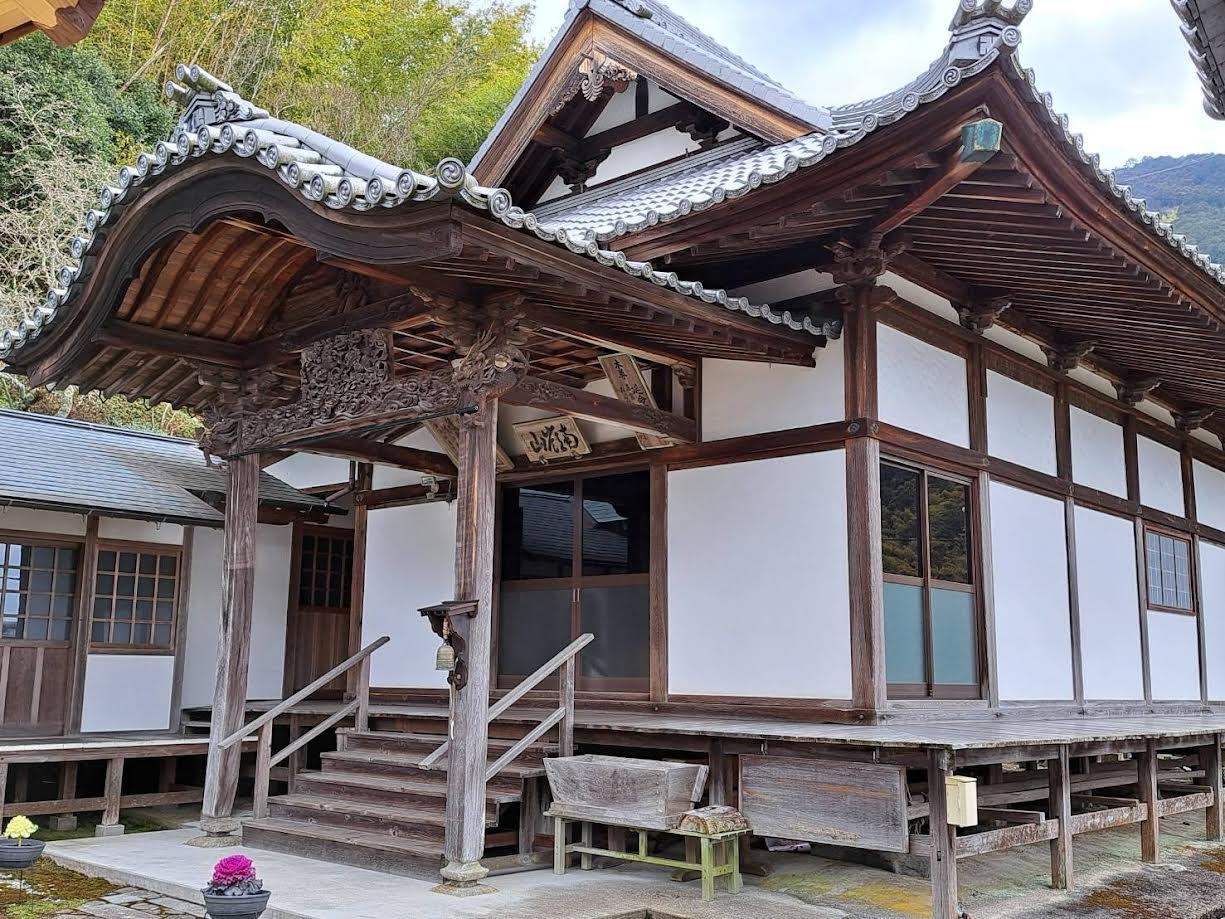
本堂外観
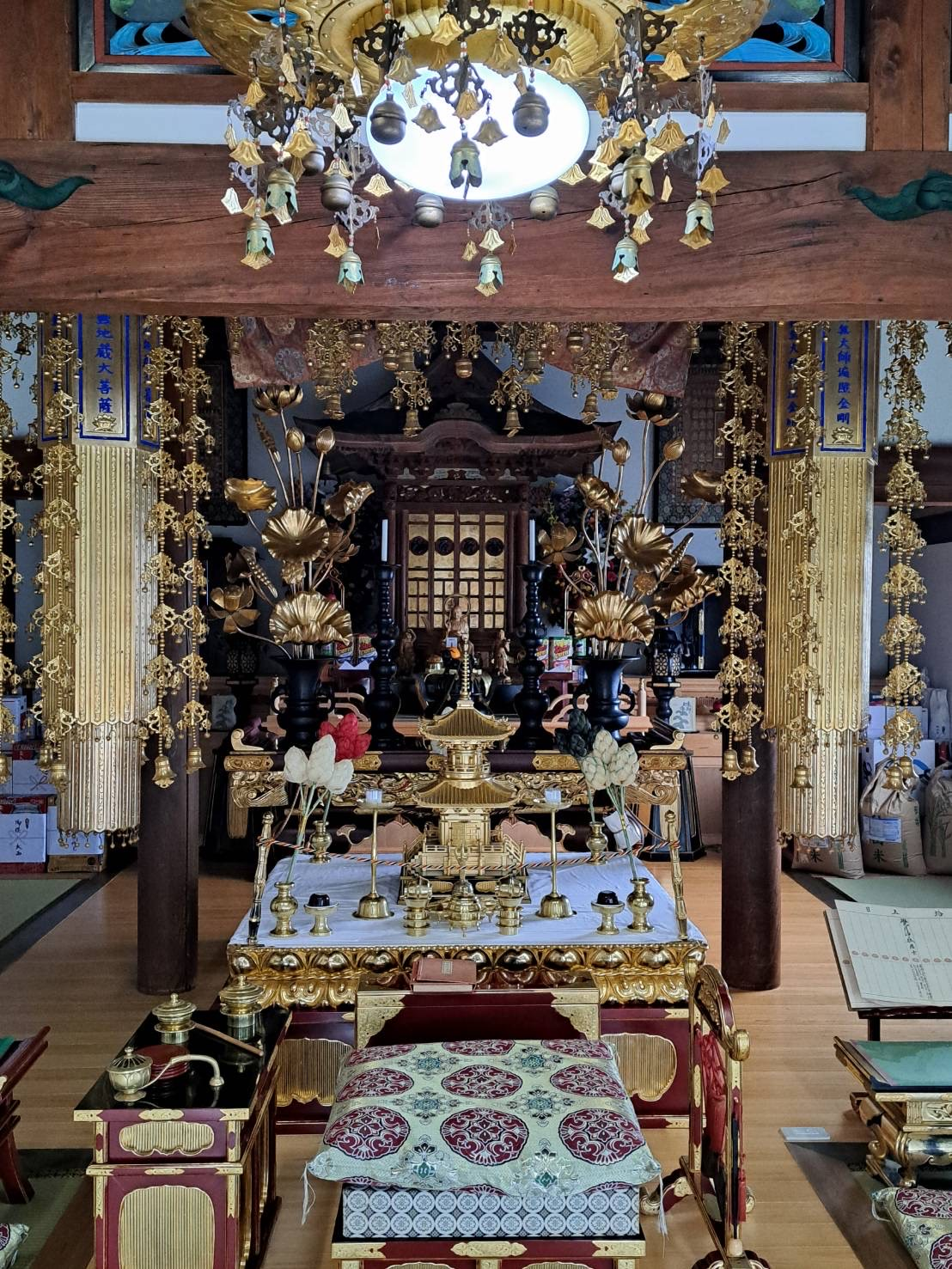
本堂内
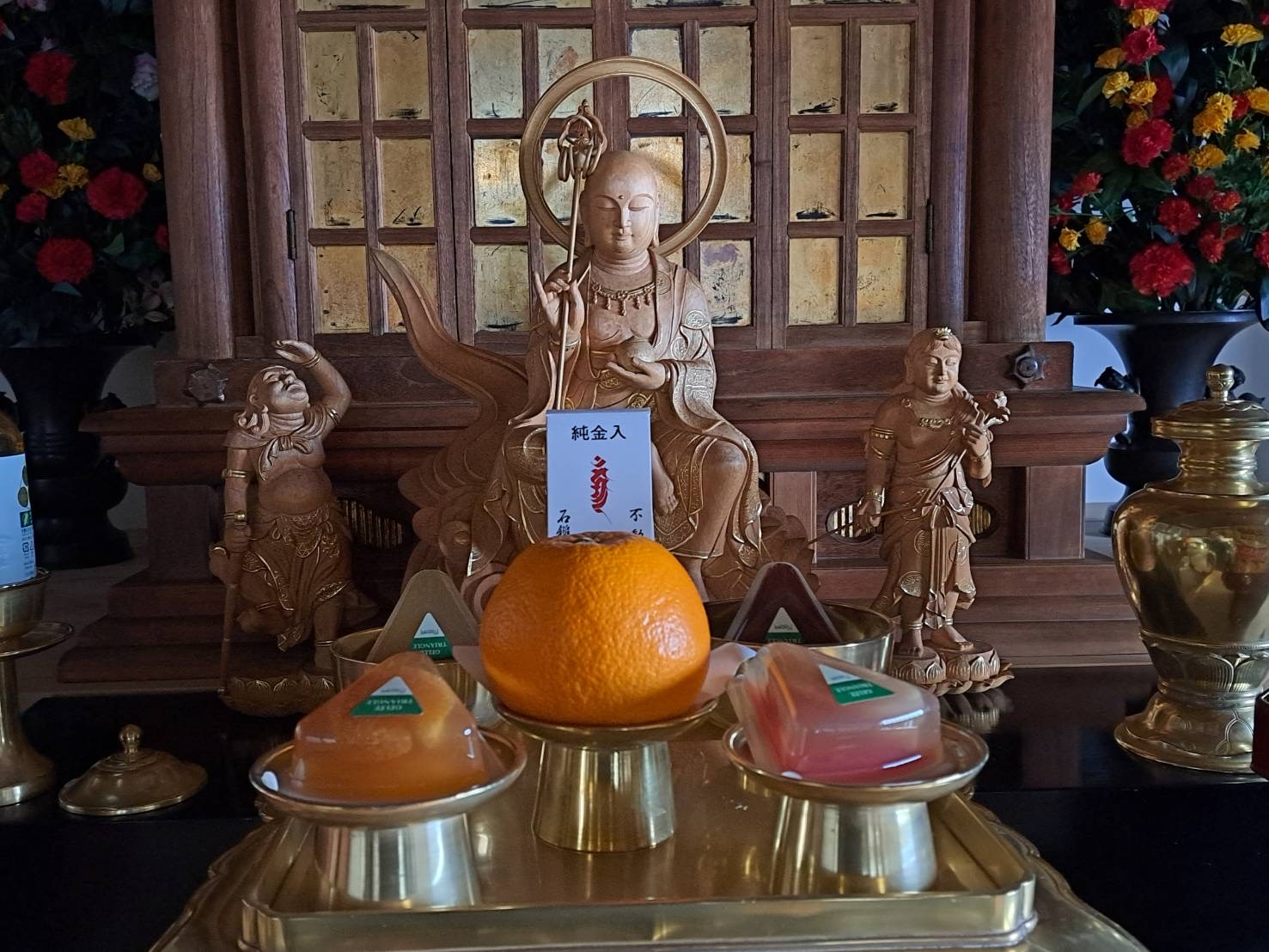
御前立佛

## 不動堂
祈念祈祷専門の修験道・護摩道場。
- 秘仏主尊：「不動明王」
- 秘仏脇佛：「湯殿大権現[注釈 4]」「聖徳太子」「神変大菩薩」「八大竜王」を祀る。
- 御前立佛：「石鎚大権現[注釈 5]」

石鎚大権現真言:　オン・バサラ・クシャ・アランジャ・ウン・ソワカ

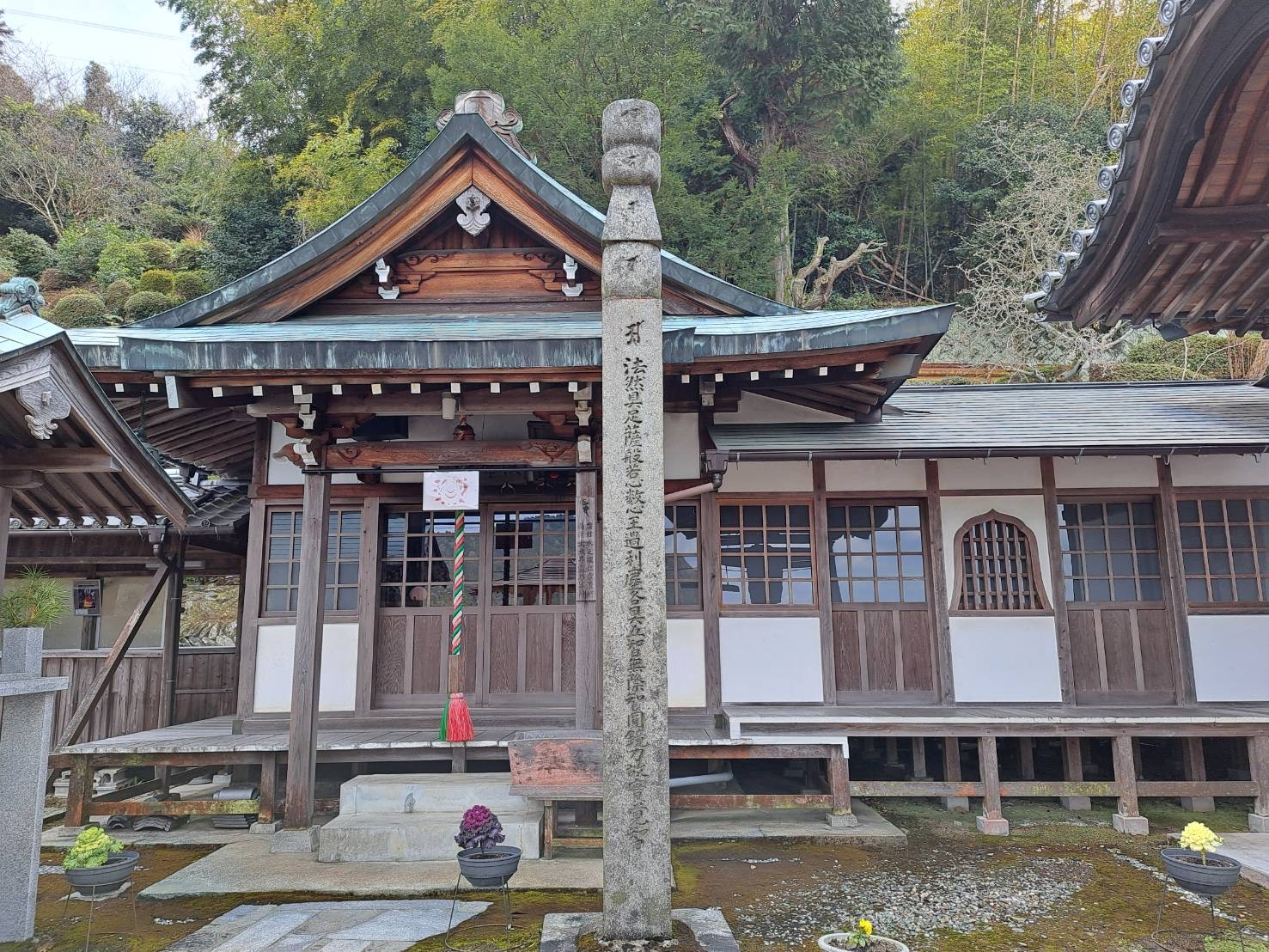
不動堂
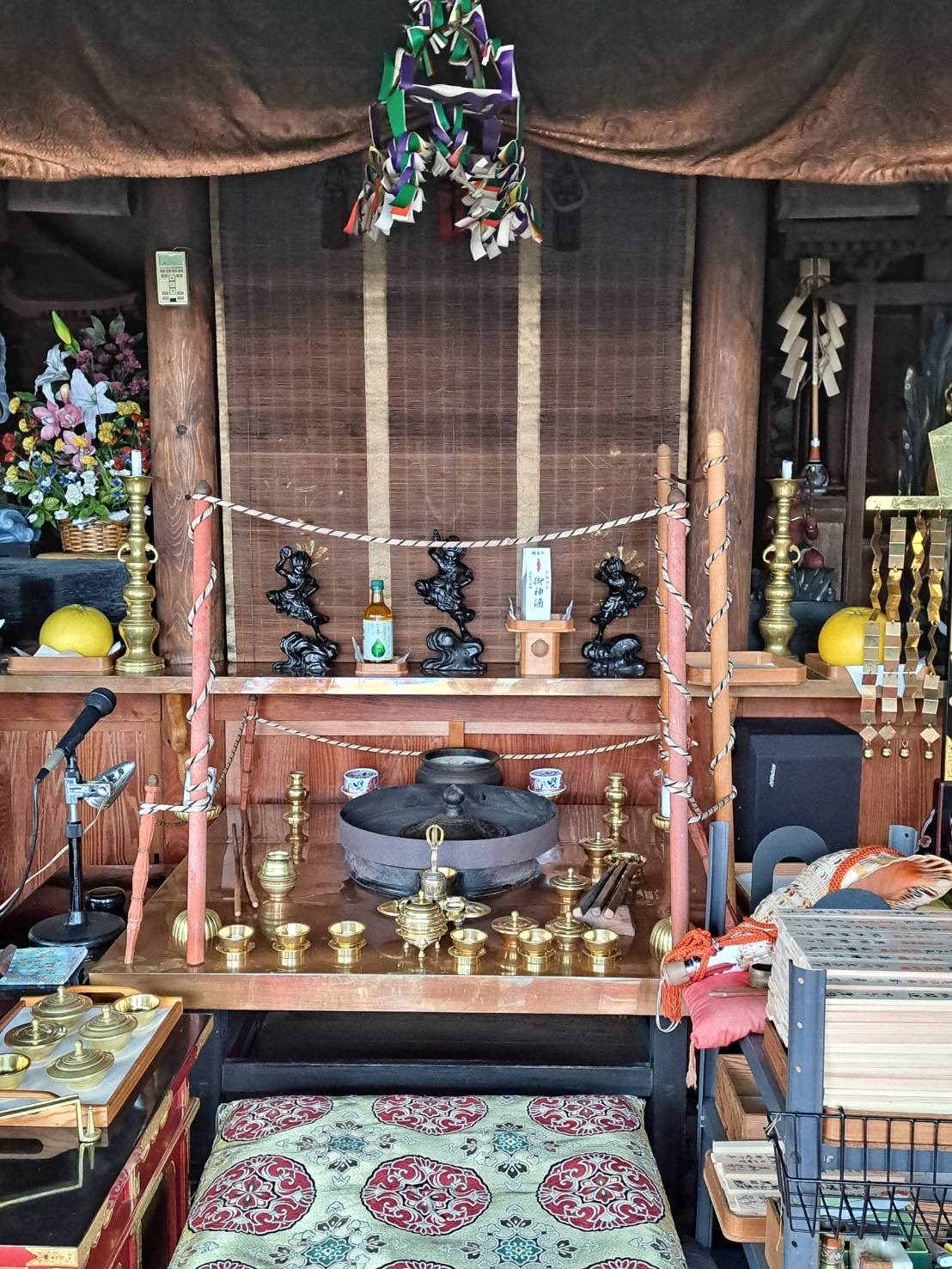
御前立佛石鎚大権現
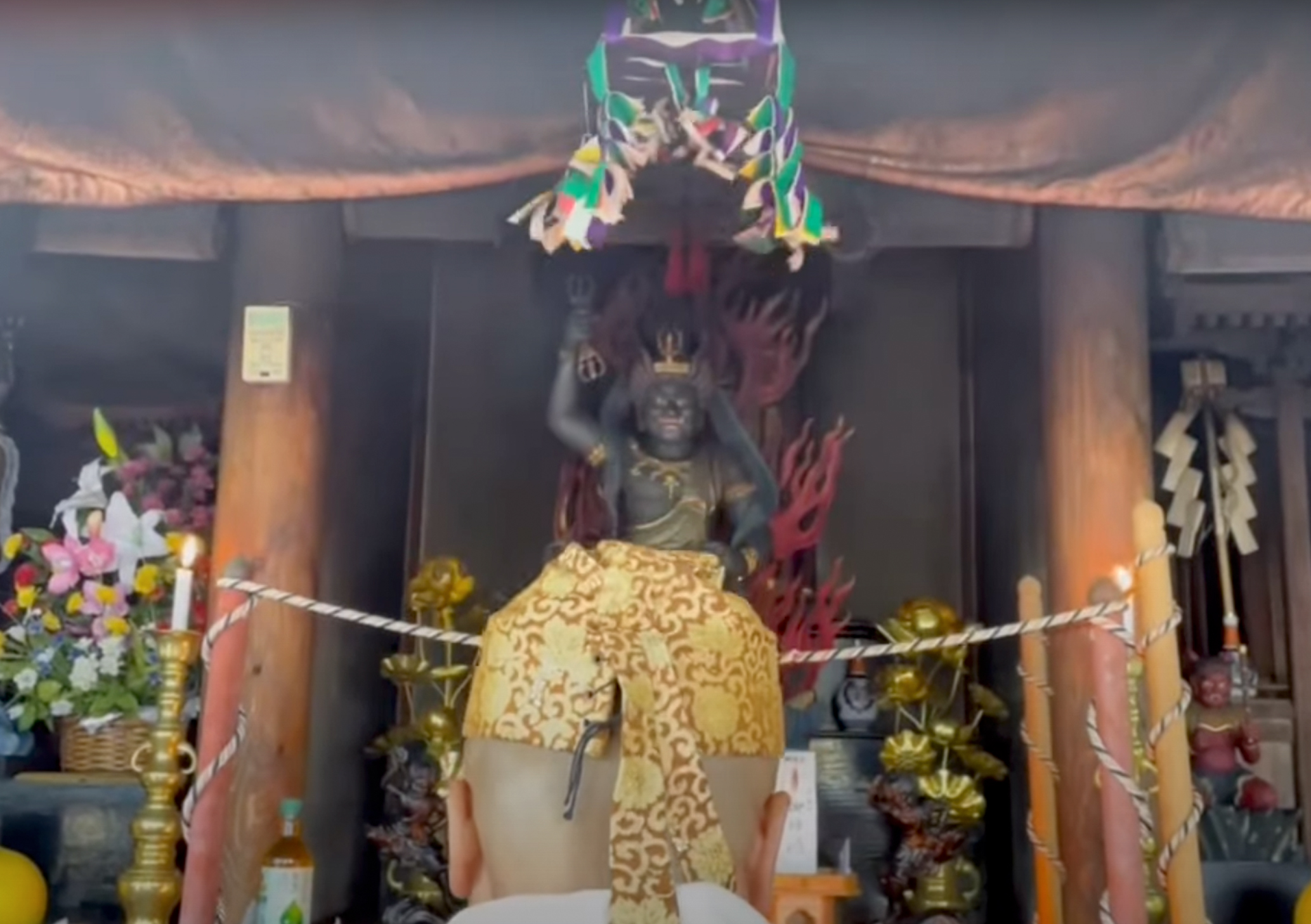
護摩道場1
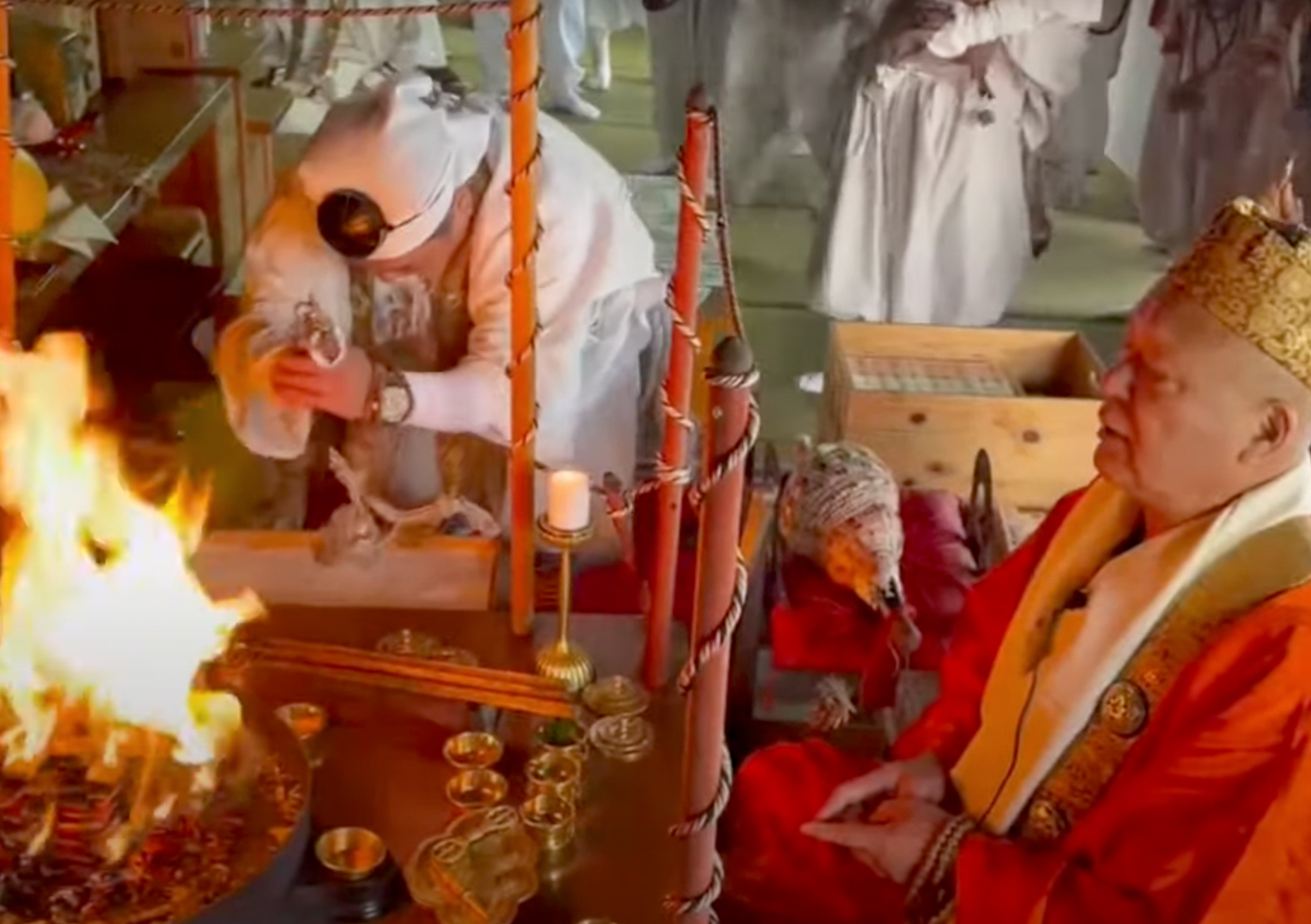
護摩道場2

- 行事

春お彼岸護摩供養

## 霊拝殿
永代供養の霊位、先祖供養、水子供養の専門道場。
- 主尊：「弘法大師」
- 脇佛：「大日如来」「水子地蔵尊」を祀る。

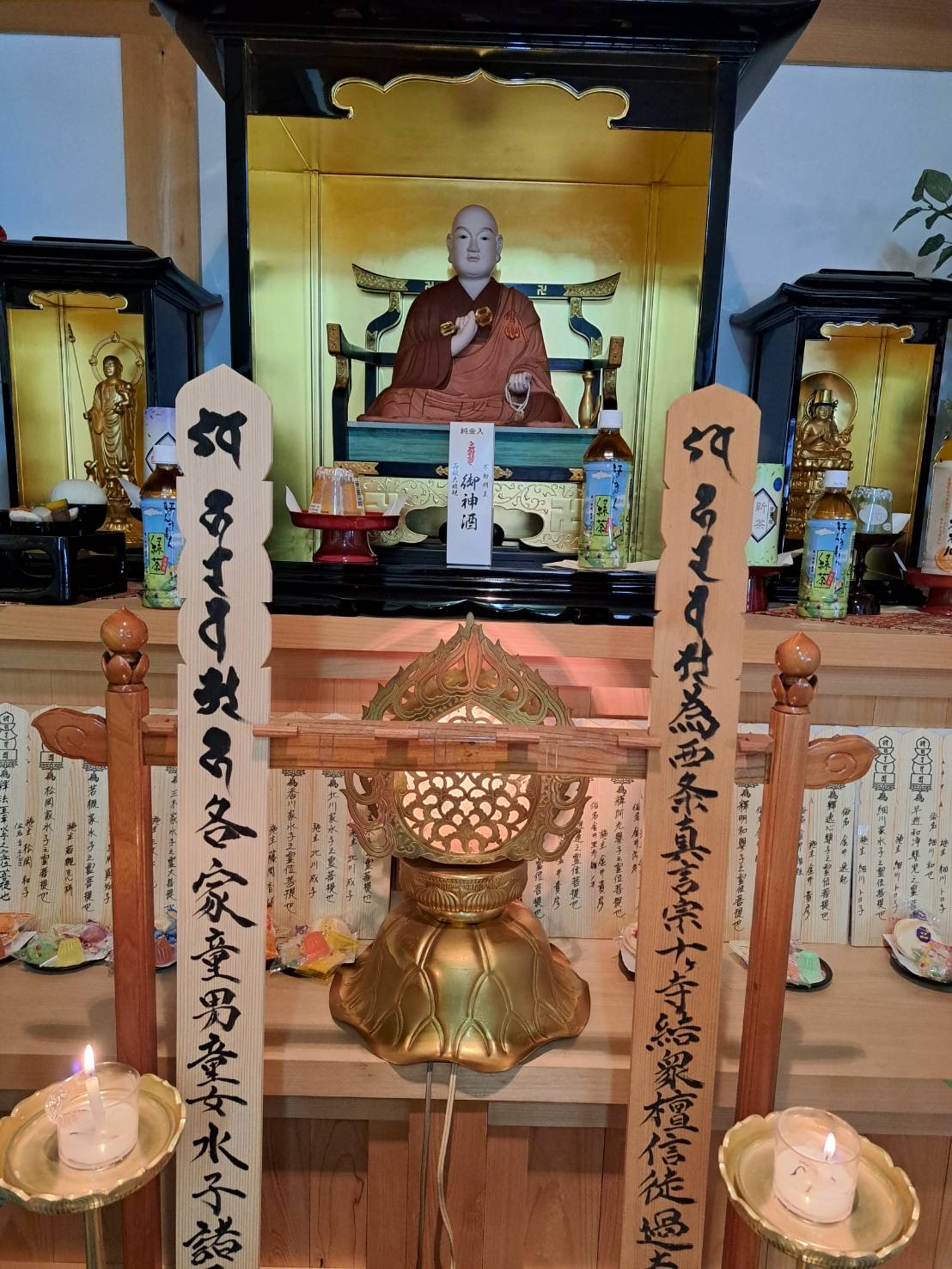
弘法大師

## 境内
- 「六地蔵堂[注釈 7]」・「慈母観音[注釈 8]」・「水子地蔵[注釈 9]」・「厄除け身代わり不動三尊不動三尊」
- 「毘沙門天」・「賓頭盧尊者」を祀る。

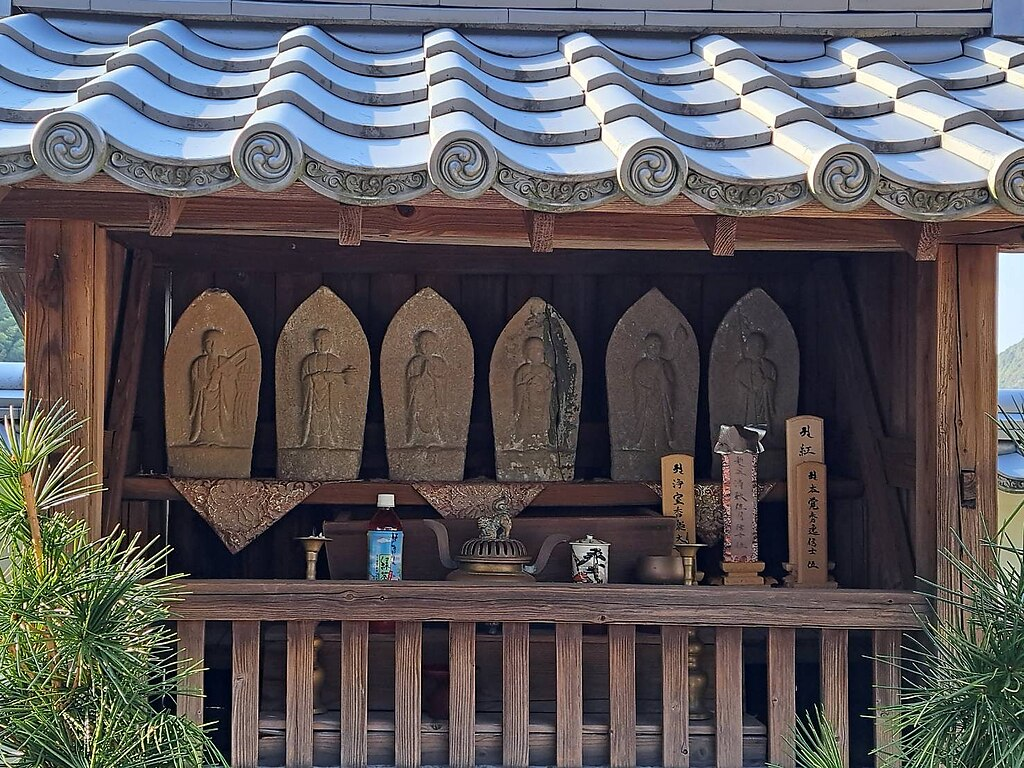
六地蔵尊様
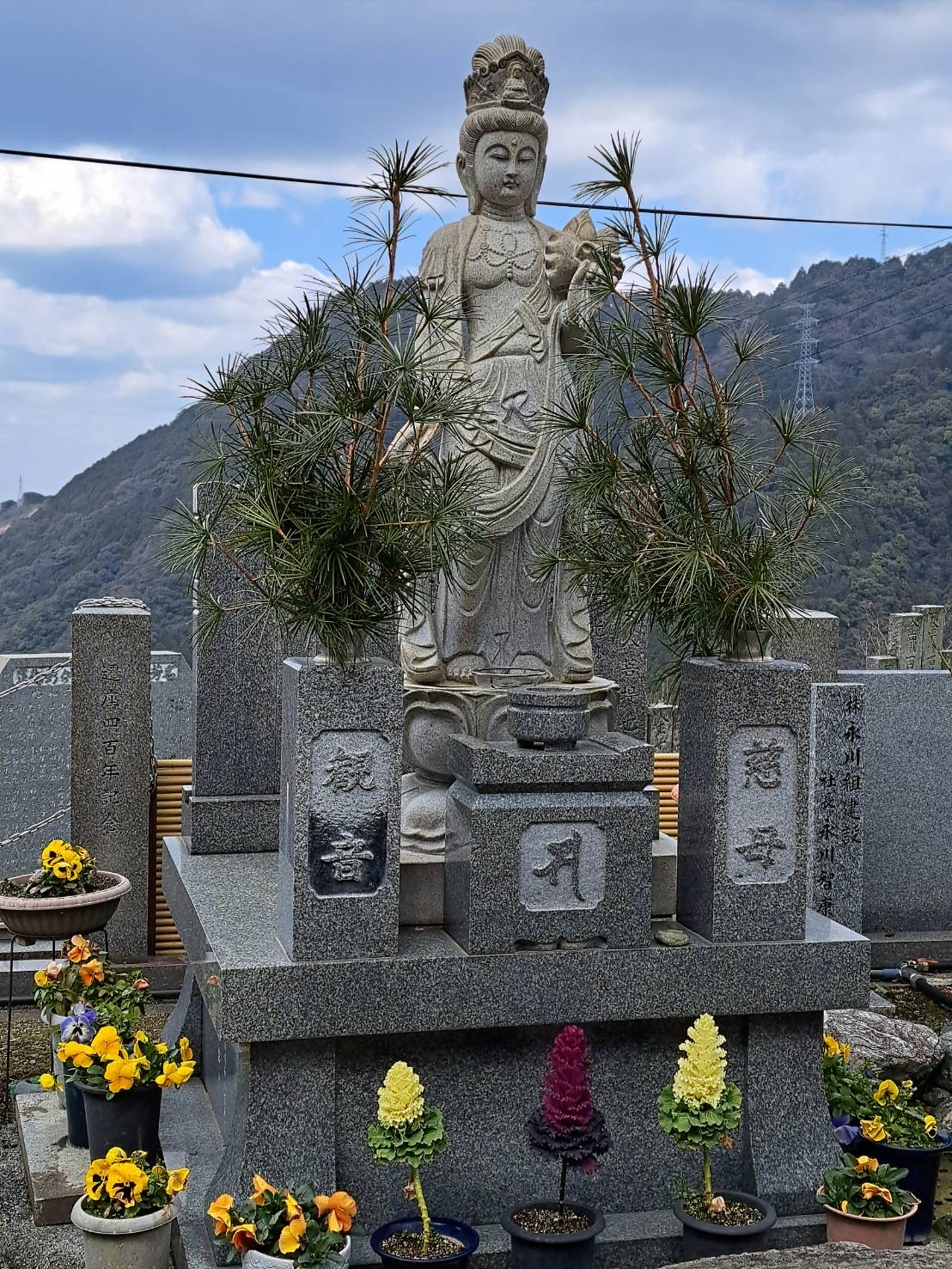
慈母観音
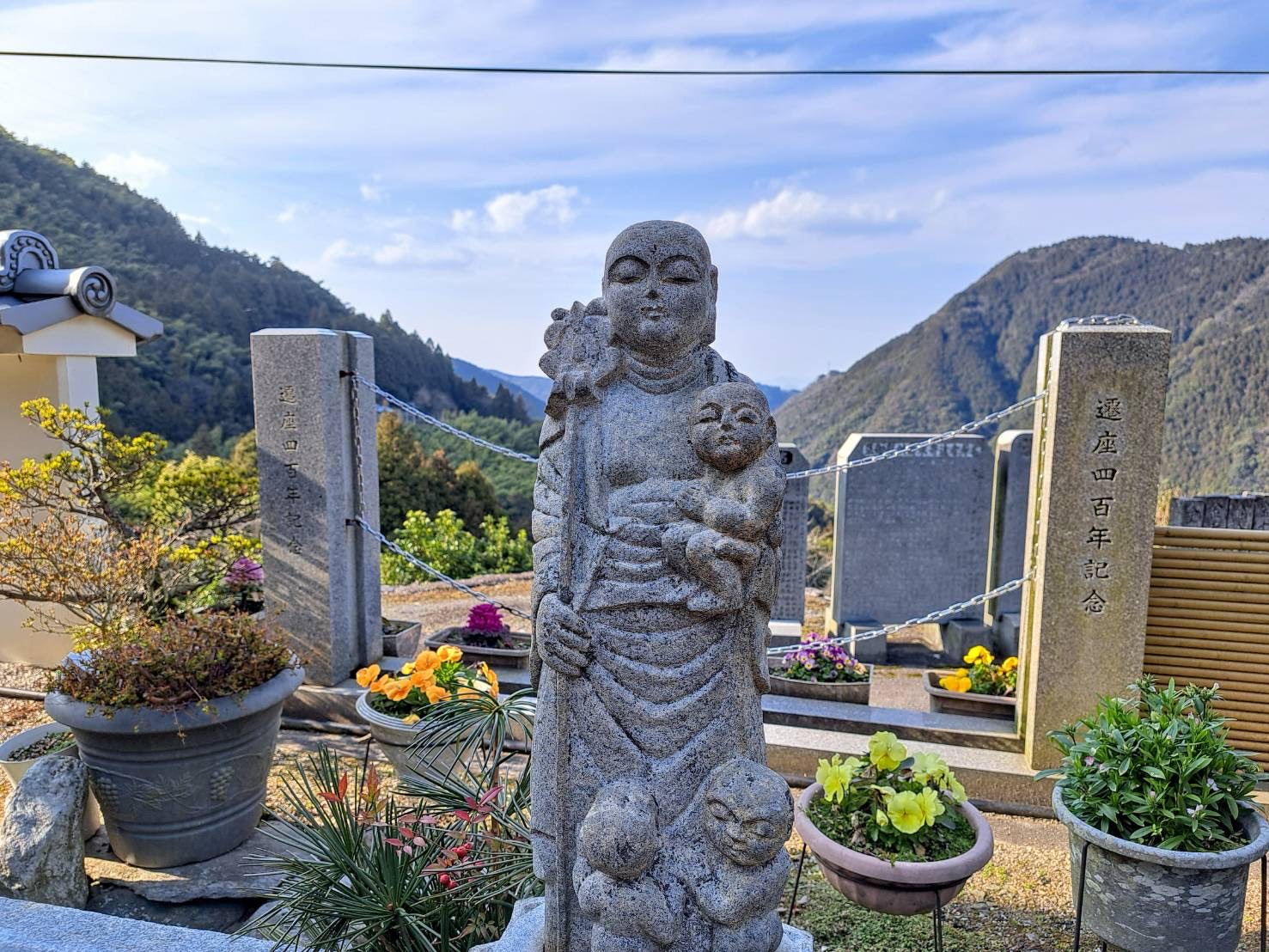
水子地蔵
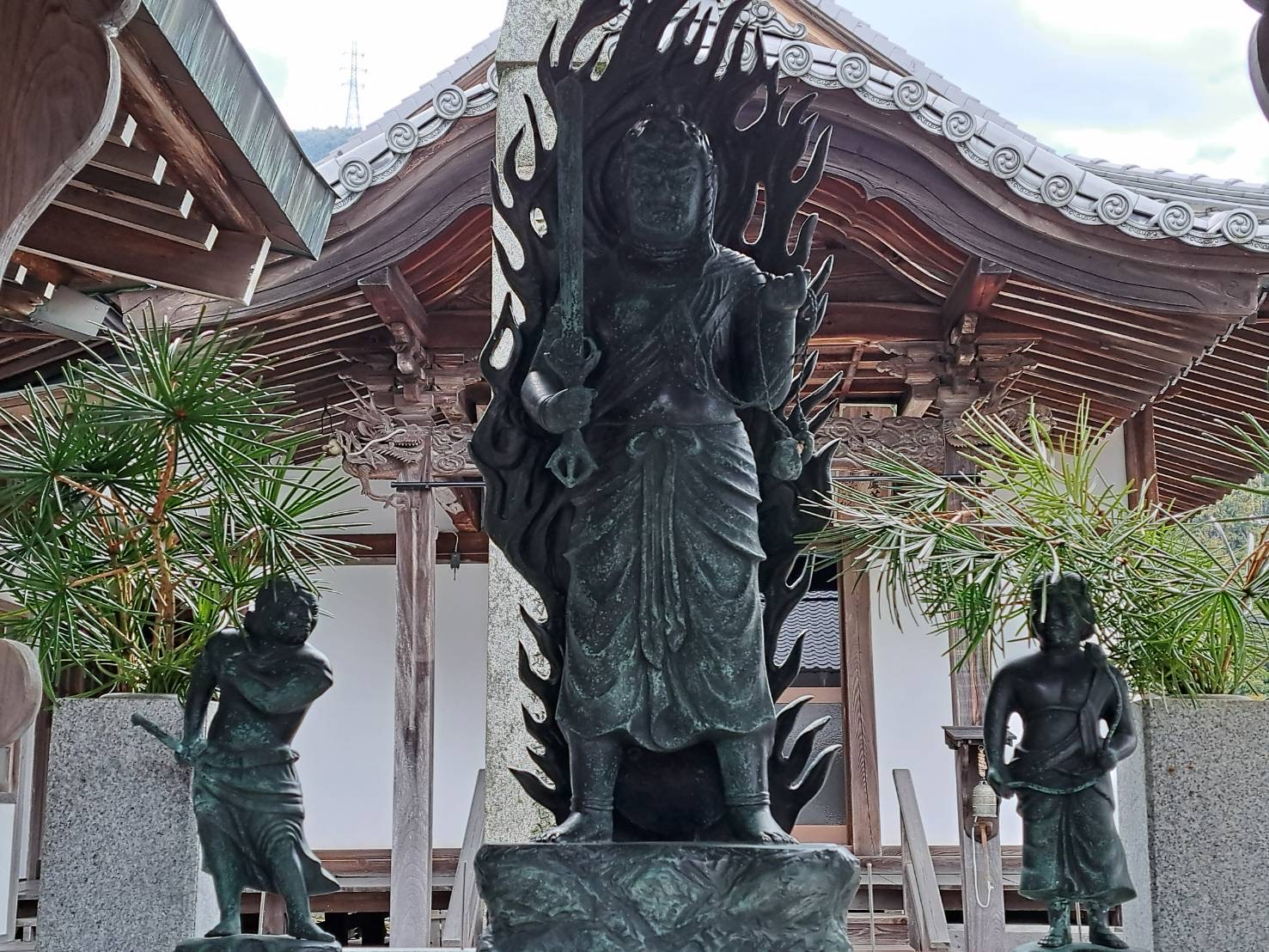
厄除け身代わり不動三尊
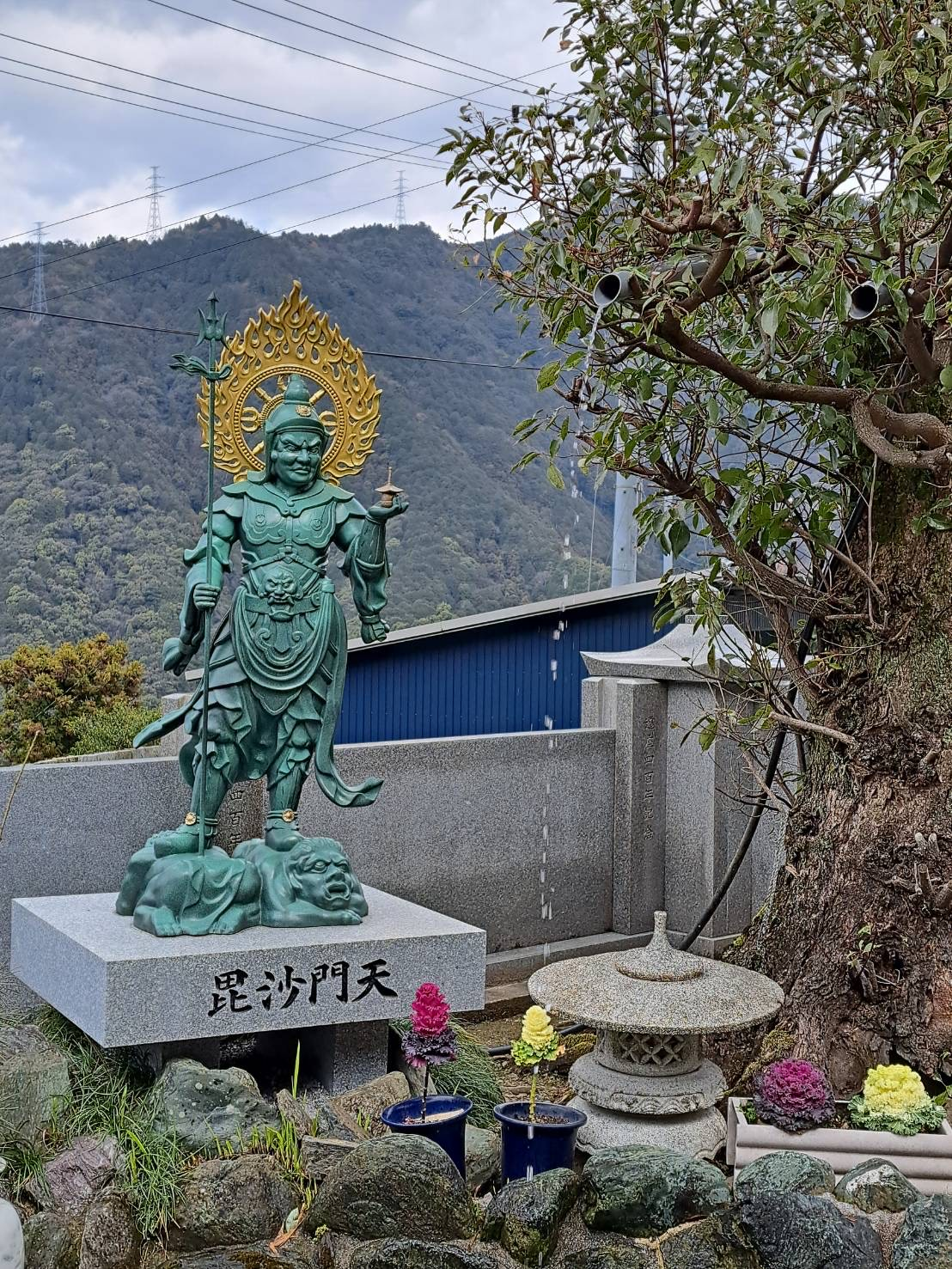
毘沙門天
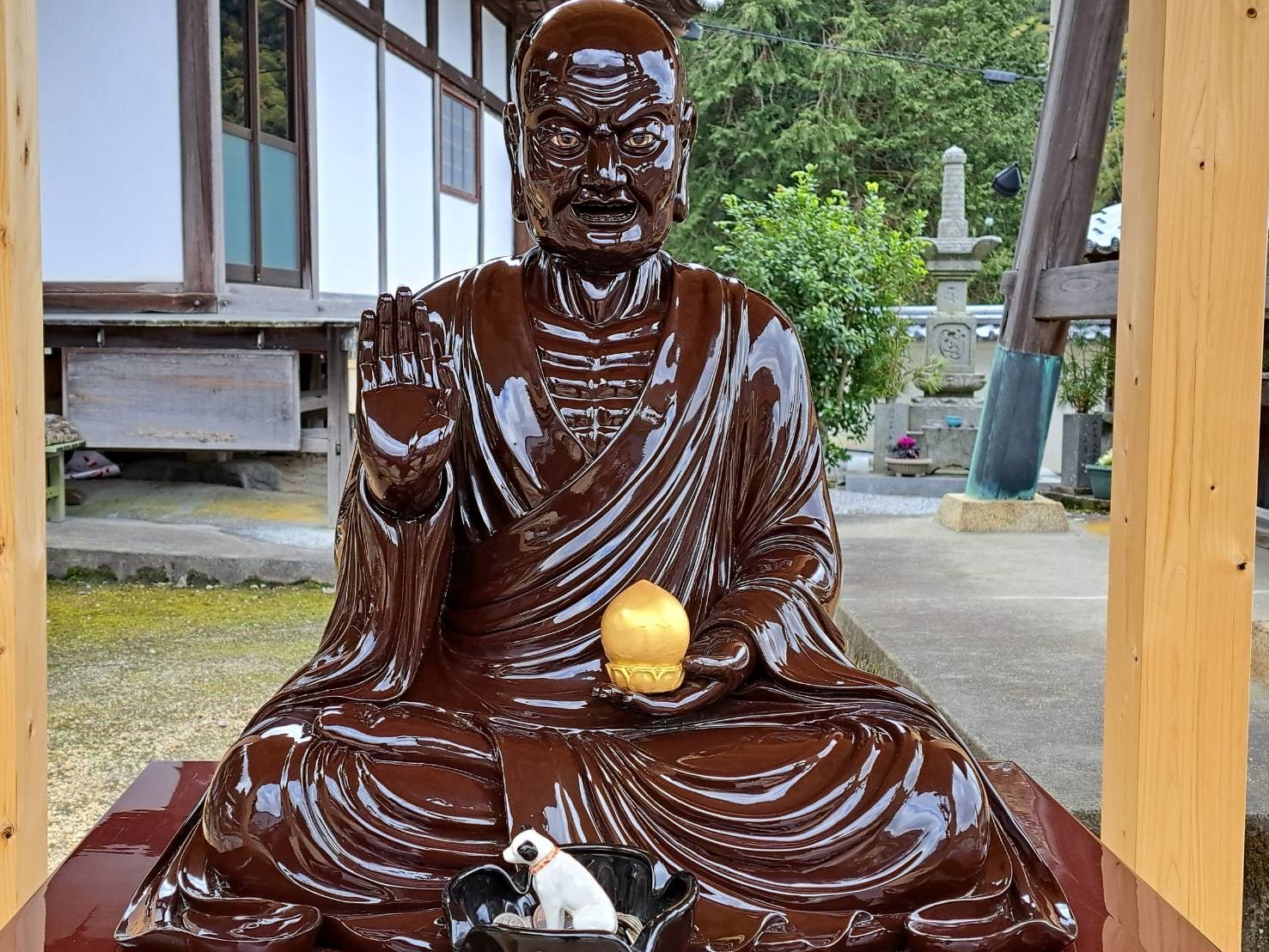
賓頭盧尊者

## 行事
西条石鎚山夏山大祭や、「不動三尊」御賓前は二月の大祭 に厳修される廻峰行と修験柴灯護摩火渡りを行う。

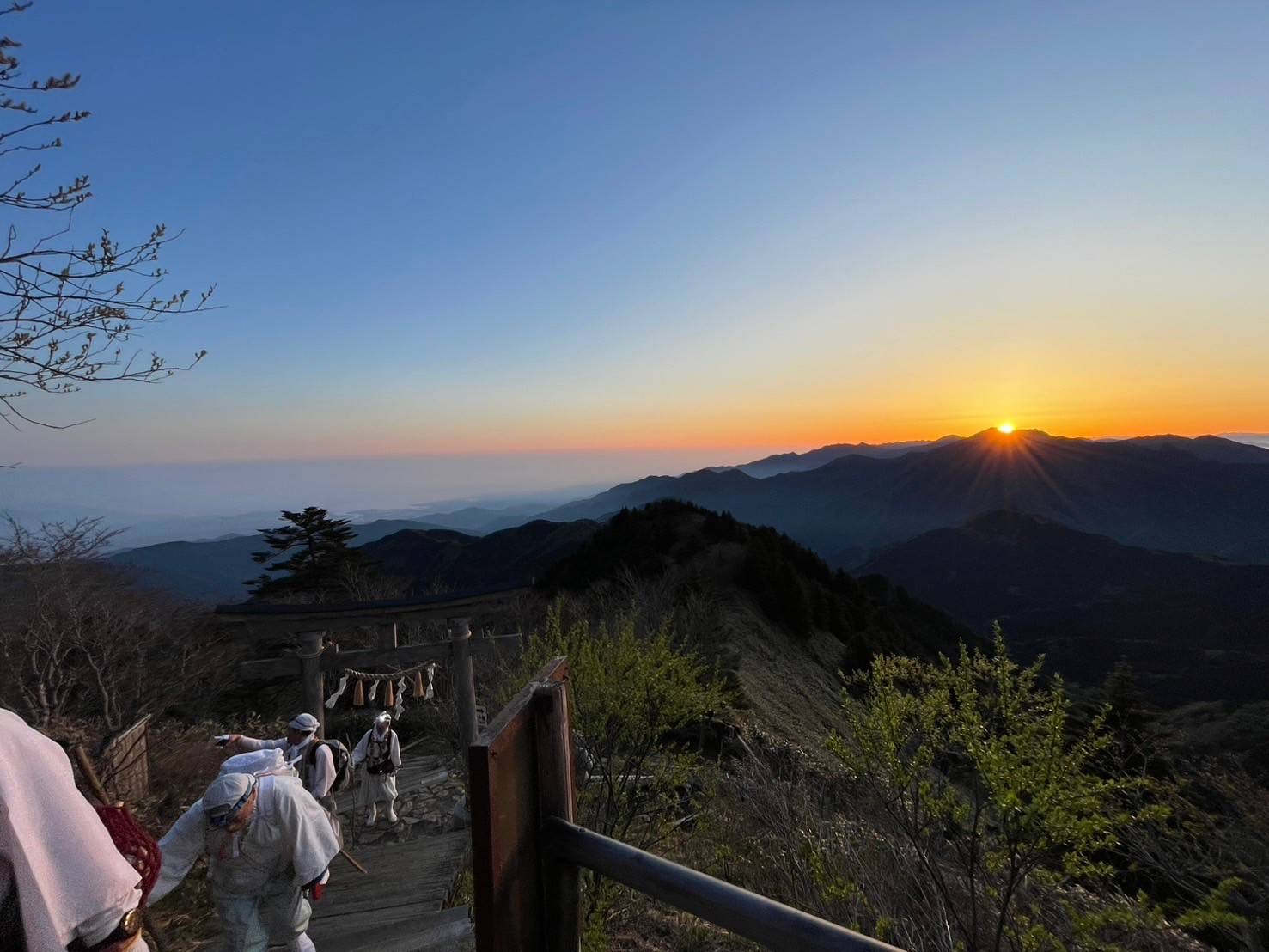
廻峰行ご来光
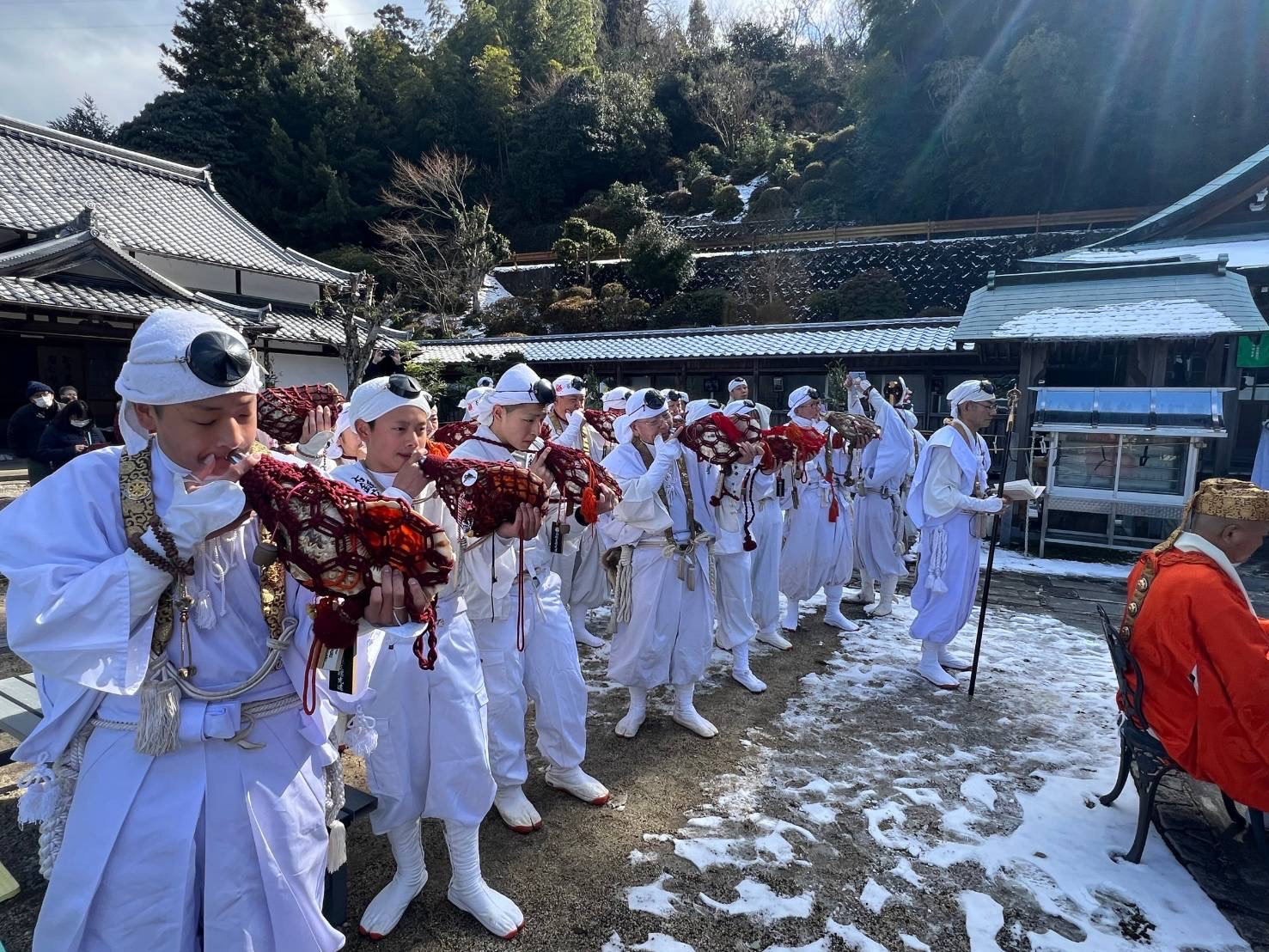
修験道
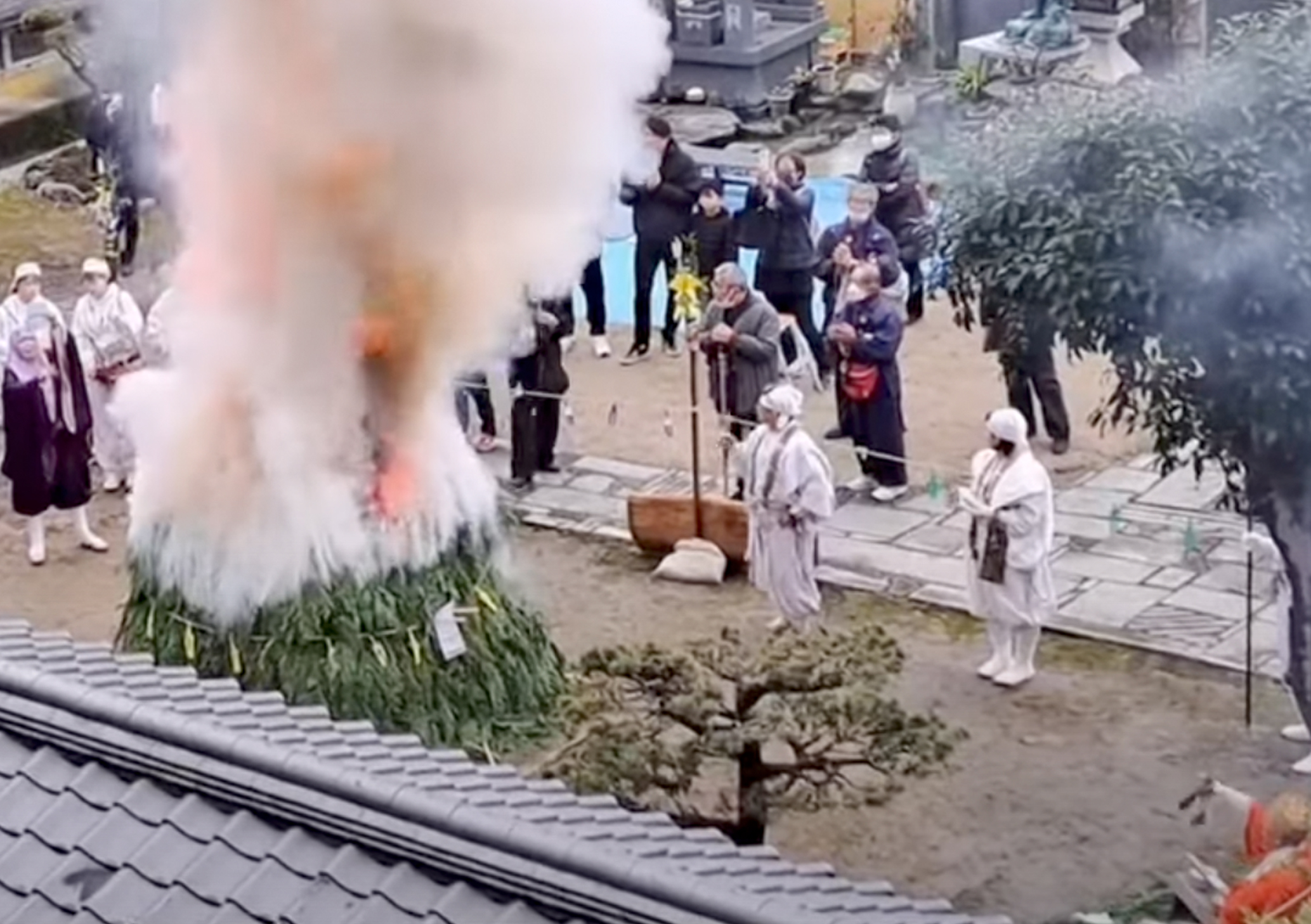
柴灯護摩[注釈 12]
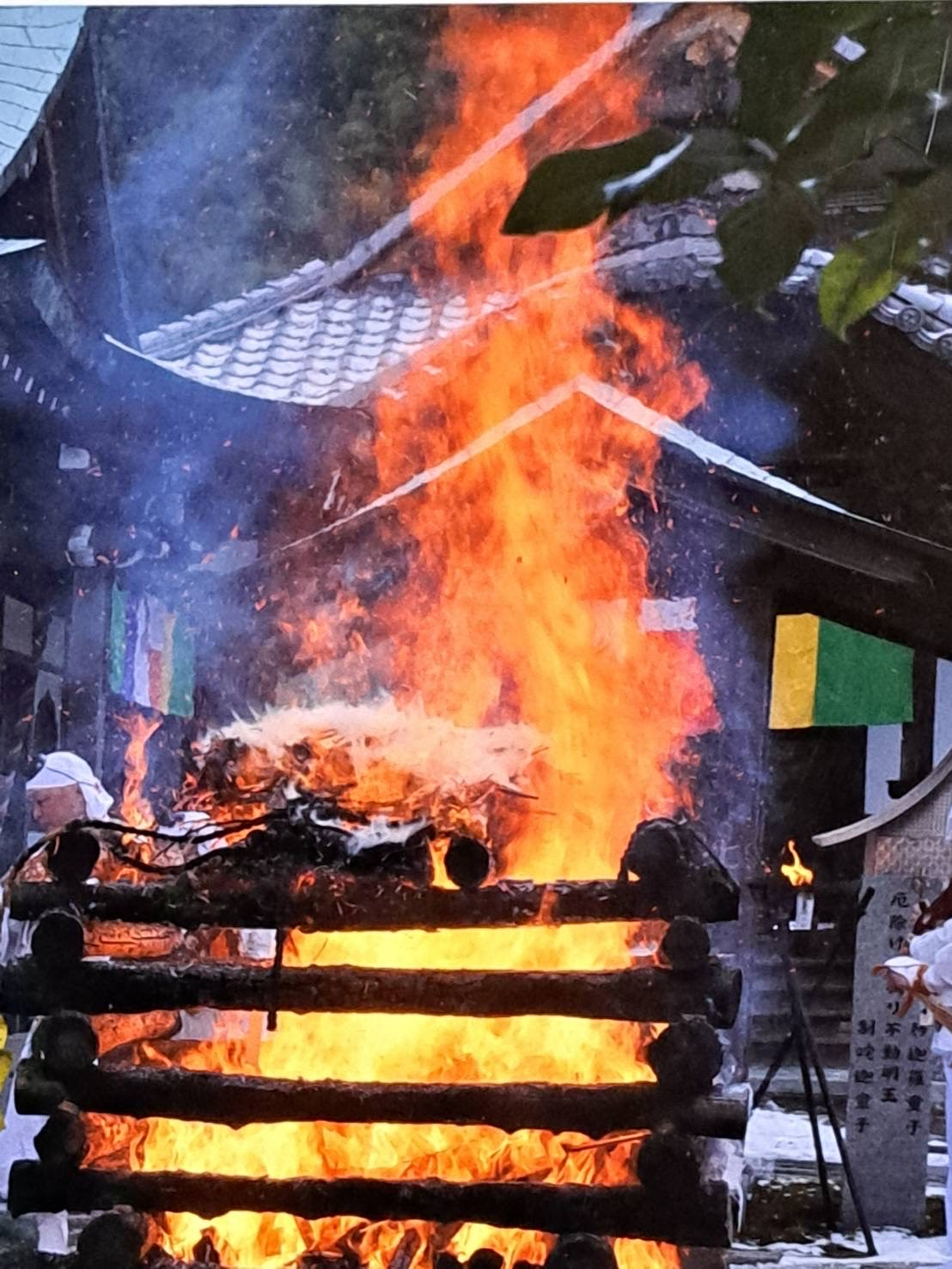
柴灯護摩
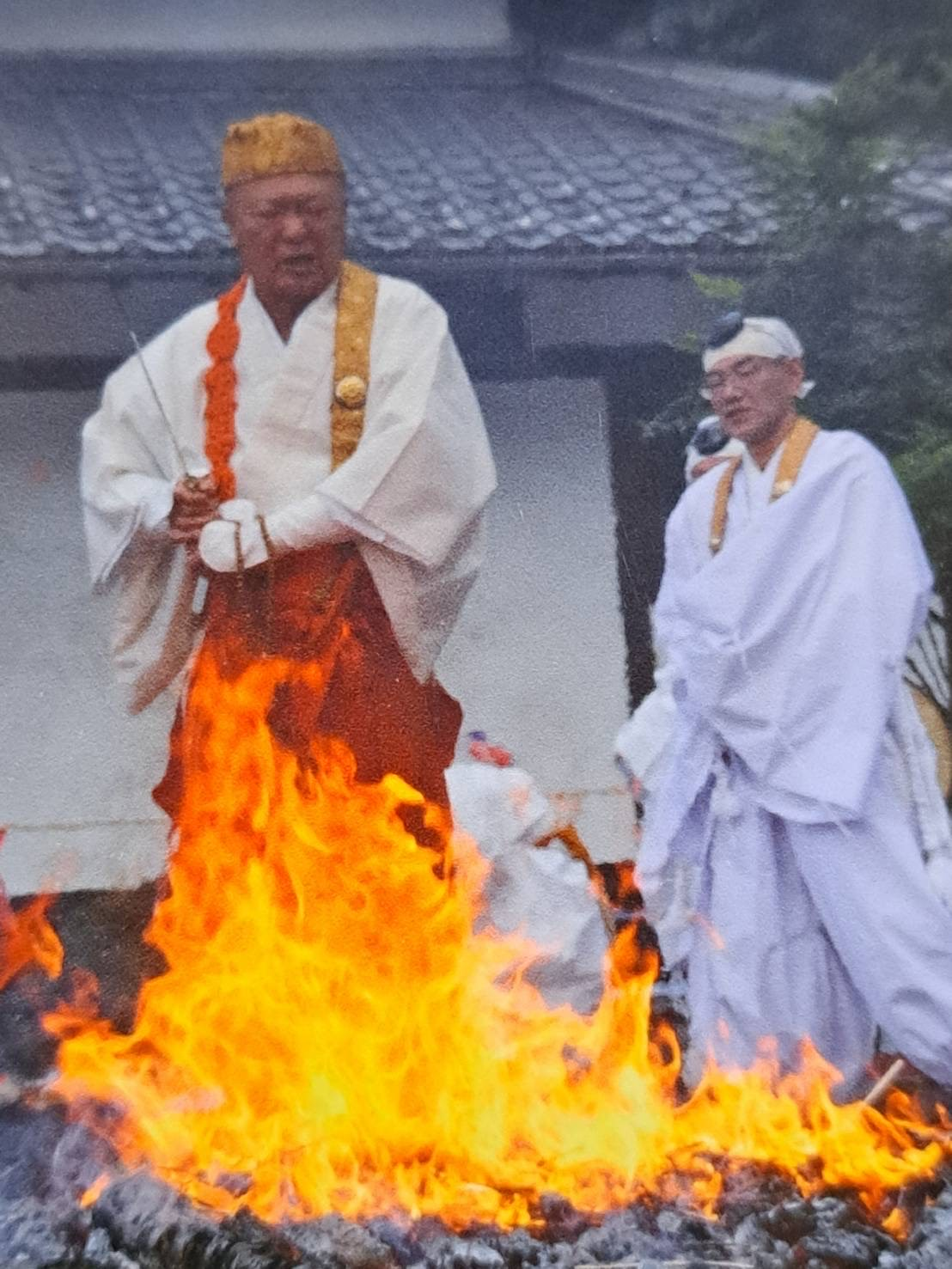
修験柴灯護摩火渡り[注釈 13]
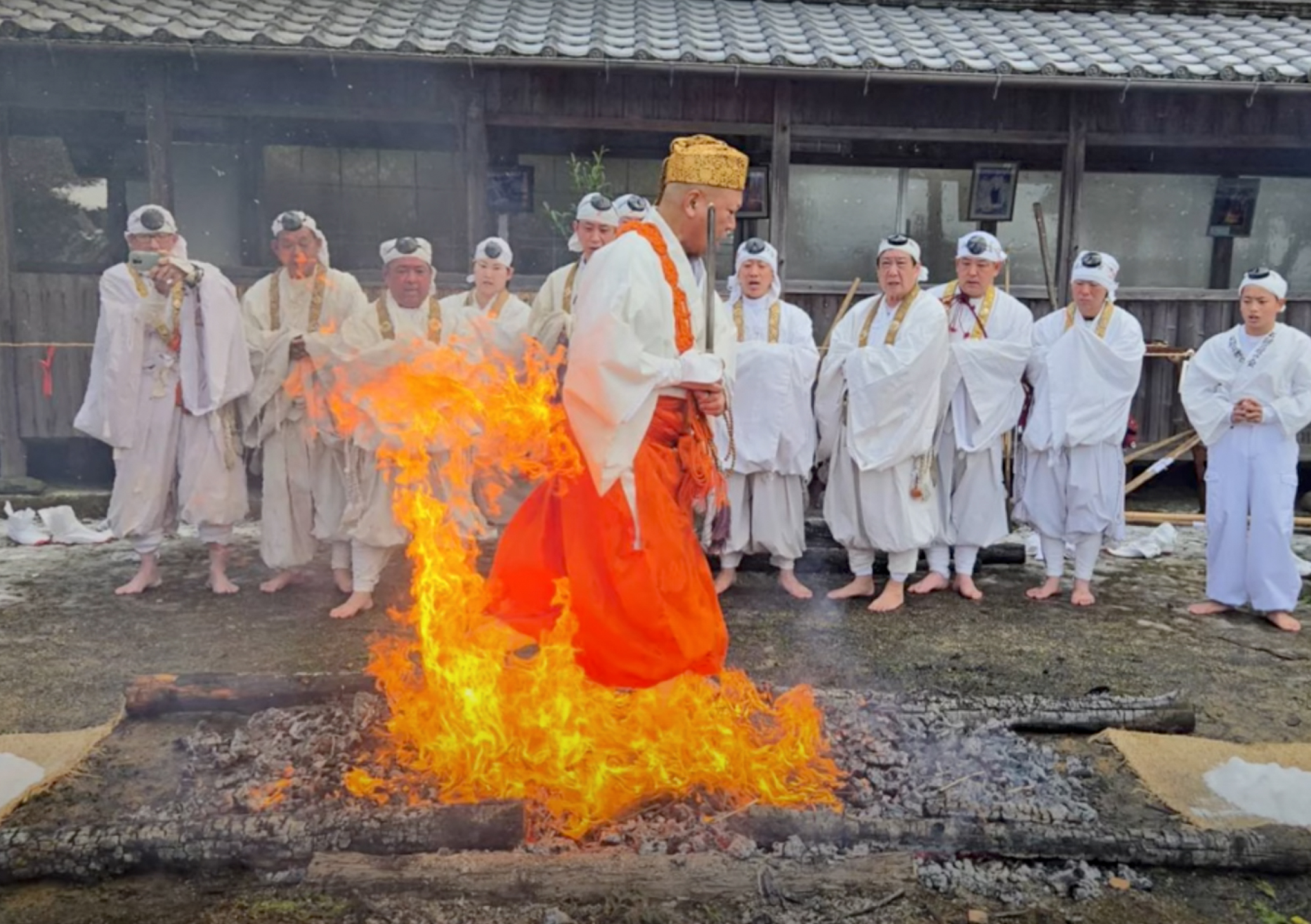
修験柴灯護摩火渡り